# 羅加泰茨
羅加泰茨（斯洛維尼亞語： 發音：[ɾɔˈɡaːtəts]），是斯洛維尼亞東部羅加泰茨市鎮的小鎮及行政中心，與克羅埃西亞接壤。當地傳統上屬於下施蒂里亞地區，現在包含在薩維尼亞統計區中。
羅加泰茨位於格羅貝爾諾（斯洛維尼亞）至扎博克（克羅埃西亞）的鐵路線上。

## 教堂
鎮上的堂區教堂是獻給聖巴托洛繆（斯洛文尼亞語：sveti Jernej）的，屬於天主教采列教區。它在可追溯到1363年的書面文件中首次被提及，但目前的建築建於1738年至1743年間。該鎮北部的第二座教堂建於1730年代，是獻給聖雅欽大。

## 其他文化遺產
被稱為斯特摩爾宅邸的15世紀宅邸坐落在羅加泰茨老城西北方的一座小山上。

## 外部連結
- 羅加泰茨市镇官方网站 （页面存档备份，存于） （斯洛文尼亚文）
- Rogatec on Geopedia （页面存档备份，存于）